# Lapeirousia littoralis
Lapeirousia littoralis är en irisväxtart som beskrevs av John Gilbert Baker. Lapeirousia littoralis ingår i släktet Lapeirousia och familjen irisväxter.

## Underarter
Arten delas in i följande underarter:
- L. l. caudata
- L. l. littoralis